# Claus Peter Ortlieb

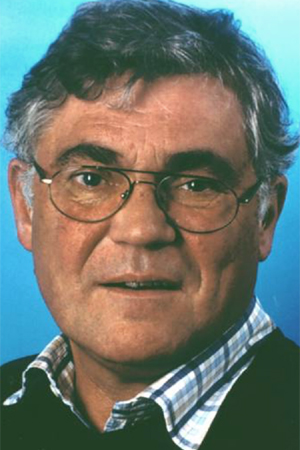
Claus Peter Ortlieb

Claus Peter Ortlieb (* 1. Mai 1947 in Reinbek; † 15. September 2019 in Hamburg) war ein deutscher Mathematiker, wissenschafts- und gesellschaftskritischer Autor und Redakteur der Zeitschrift EXIT!.

## Leben und Werdegang

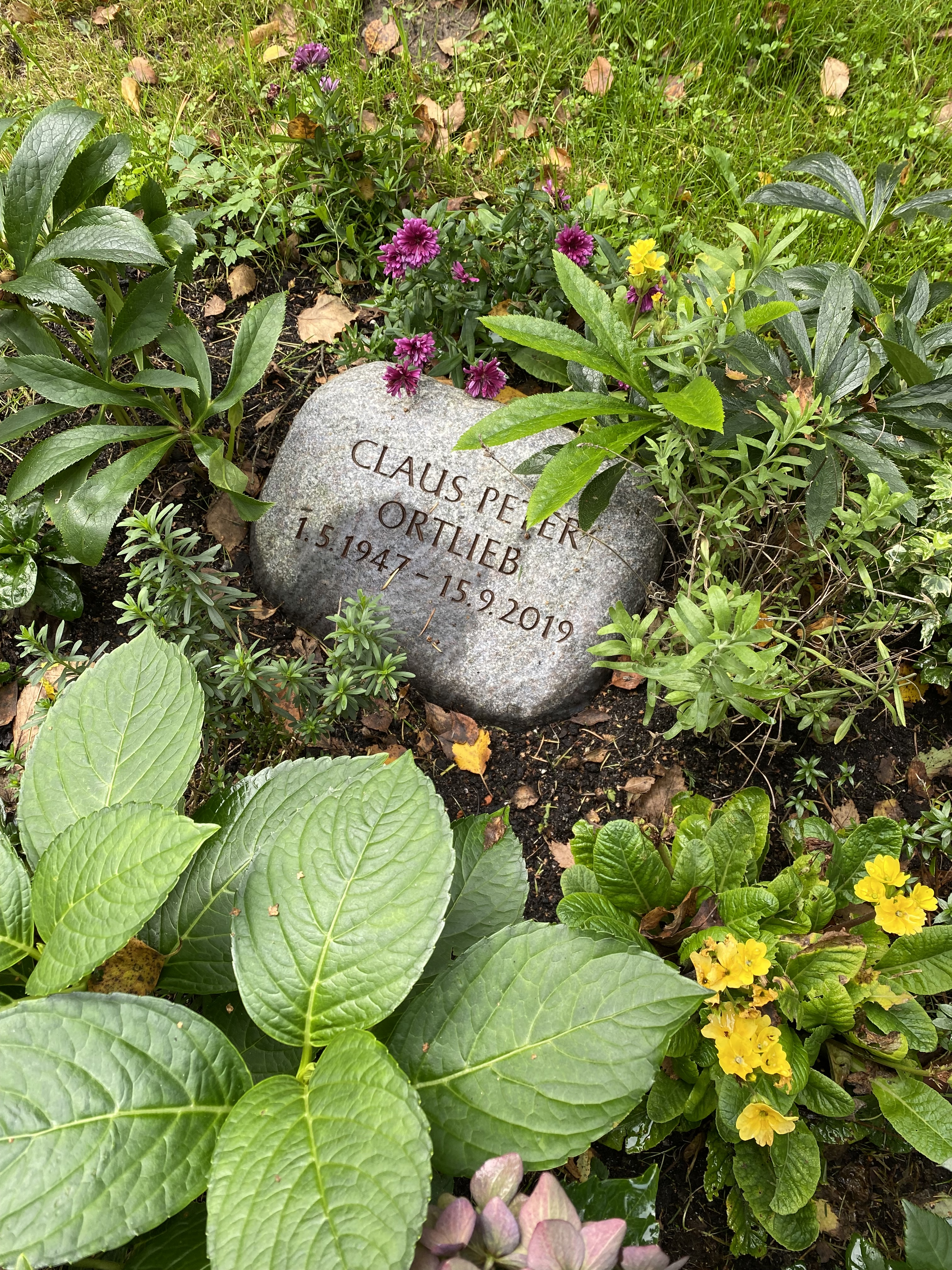
Grabstätte am Prökelmoorteich auf dem Friedhof Ohlsdorf

Claus Peter Ortlieb wurde 1947 als Sohn des Hochschullehrers Heinz-Dietrich Ortlieb und seiner Frau Anneliese (geb. Witt) in Reinbek im Kreis Stormarn geboren.
Ortlieb studierte Mathematik an der Universität Hamburg (Promotion im Jahr 1976 bei Lothar Collatz) und lehrte dort als Professor am Fachbereich Mathematik von 1985 bis 2011.
Neben seinem ursprünglichen mathematischen Forschungsgebiet, der Theorie optimaler Steuerungen, beschäftigte er sich wissenschaftskritisch mit den Problemen der mathematischen Modellbildung insbesondere in der Biologie und der Makroökonomie. Daneben war er als Redakteur der wertkritischen Zeitschrift EXIT! tätig und verfasste eine Anzahl gesellschaftskritischer Beiträge in der Zeitschrift konkret.
Ortlieb starb unerwartet im September 2019 im Alter von 72 Jahren und wurde auf dem Hamburger Friedhof Ohlsdorf beigesetzt. 

## Zitate
Zur Modellbildung
„Unter der Annahme, die Wirklichkeit folge mathematischen Gesetzen, versuchen wir diejenige mathematische Struktur und Gesetzmäßigkeit herauszufinden, die mit kontrollierten Beobachtungen am besten zusammenpasst. Offenbar funktioniert das in vielen Bereichen, nur folgt daraus eben nicht die Richtigkeit der zu Grunde liegenden Annahme. Umgekehrt wird es schlüssig: Durch die Wahl eines bestimmten Instrumentariums – das der exakten Wissenschaften – fokussieren wir und beschränken wir uns auf die Erkenntnis derjenigen Aspekte der Wirklichkeit, die sich mit diesem Instrumentarium erfassen lassen. Und es spricht nichts dafür, dass das schon die ganze Wirklichkeit wäre oder einmal werden könnte.“
Zu den mathematischen Gesetzen der Natur
„Im ‚Mannesalter‘ der Aufklärung werden die in Zahlen und anderen mathematischen Formen gefassten Gesetze endgültig für eine Eigenschaft der Natur gehalten, das Erkenntnissubjekt kommt als Gegenstand der entsorgten Metaphysik nicht mehr vor, und solche feinen Unterscheidungen wie die zwischen Experiment und Beobachtung lässt man doch besser weg, sie stören nur noch. Diese Schludrigkeit erst erlaubt es, die mathematisch-naturwissenschaftliche Methode umstandslos für Gebiete wie etwa die Volkswirtschaftslehre geeignet zu halten, in denen Experimente nicht möglich sind. Und die Überschätzung der nicht verstandenen Methode führt dazu, alle Fragen, die sich mit ihr nicht angehen lassen, auszublenden bzw. in die irrelevant gewordene ‚Kindheitsphase‘ der Menschheit zu verweisen.“
Zur Neoklassik
„Zumindest was die neoklassische Lehre angeht, muss man wohl eher von einer wissenschaftlich verbrämten Ideologie sprechen. Ich stelle bei der Lektüre von VWL-Lehrbüchern regelmäßig fest, dass die Wirklichkeit der kapitalistischen Wirtschaft dort gar nicht reflektiert wird. Stattdessen werden die eigenen ideologischen Vorurteile in mathematische Modelle gegossen und diese der Wirklichkeit einfach übergestülpt. Damit hat aber in der Tat das Fach Wirtschaftswissenschaft seinen Gegenstand letztlich aufgegeben und streng genommen seinen wissenschaftlichen Status verloren.“
Zur Krise des Kapitalismus
„So oder so hat sich die kapitalistische Produktionsweise durch ihre zwanghafte Eigendynamik ans Ende ihrer Entwicklungsmöglichkeiten gebracht. Die Weltgesellschaft steht deshalb vor der Alternative, entweder mit ihr unterzugehen oder aber sich der Zwänge des abstrakten Reichtums zu entledigen und die eigene Reproduktion allein nach stofflichen Kriterien zu planen. Dann könnte auch die Produktivitätsentwicklung ihre Unschuld wiedergewinnen: Einerseits müsste nicht jede mögliche Erhöhung der Produktivität auch zwanghaft vollzogen werden, denn schließlich wird nicht jede Tätigkeit dadurch angenehmer, dass man sie schneller erledigt. Und andererseits ließe sie sich ggf. tatsächlich zur Erleichterung des menschlichen Lebens einsetzen.“

## Veröffentlichungen

### Bücher
- Zur Kritik des modernen Fetischismus. Gesammelte Texte von Claus Peter Ortlieb 1997–2015. Schmetterling Verlag, Reihe: Black books, Stuttgart 2019, ISBN 3-89657-174-5.
- Zusammen mit Caroline v. Dresky, Ingenuin Gasser und Silke Günzel: Mathematische Modellierung. Eine Einführung in zwölf Fallstudien. 2. Aufl., Springer Spektrum, Wiesbaden 2013, ISBN 3-658-00534-3.

### Beiträge in Sammelbänden (Auswahl)
- Heinrich Hertz und das Konzept des Mathematischen Modells. In: Gudrun Wolfschmidt (Hrsg.) (2008): Heinrich Hertz (1857–1894) and the Development of Communication – Proceedings of the International Scientific Symposium in Hamburg. Oct., 8–12, 2007. Books on Demand, Norderstedt.
- „Wesen der Wirklichkeit“ oder „Mathematikwahn“? In: Mathematik und Gesellschaft: Historische, philosophische und didaktische Perspektiven. Taschenbuch, herausgegeben von Gregor Nickel et al., Springer Spektrum; 1. Aufl. 2018 (14. Mai 2018), ISBN 3-658-16122-1.
- Die verlorene Unschuld der Produktivität. In: Jahrbuch Denknetz 2010. Zu gut für den Kapitalismus. Blockierte Potenziale in einer überforderten Wirtschaft. 12–19, Edition 8, Zürich 2010, ISBN 978-3-85990-162-9.
- Die Zahlen als Medium und Fetisch. In: Jens Schröter, Gregor Schwering, Urs Stäheli (Hrsg.): Media Marx: Ein Handbuch. Transcript Verlag, Bielefeld 2006, Serie Masse und Medium, 4.
- A Contradiction between Matter and Form: On the Significance of the Production of Relative Surplus Value in the Dynamic of Terminal Crisis. In: Neil Larsen, Mathias Nilges, Josh Robinson, Nicholas Brown (Hrsg.): Marxism and the Critique of Value. 77–122, MCM Publishing, Chicago 2014.
- Der prozessierende Widerspruch. Produktion des relativen Mehrwerts und Krisendynamik. In: Gerd Grözinger, Utz-Peter Reich (Hrsg.): Ökonomie und Gesellschaft. Jahrbuch 24, Entfremdung – Ausbeutung – Revolte, Karl Marx neu verhandelt. Metropolis-Verlag, Marburg 2012, ISBN 978-3-89518-941-8.

### Herausgeberschaft
- Robert Kurz: Weltkrise und Ignoranz. Kapitalismus im Niedergang. Hrsg. gemeinsam mit Roswitha Scholz. edition TIAMAT, 5. März 2013. ISBN 3-89320-173-4.